# 北18條車站
北18條車站（日语：／ Kita-jūhachi-jō eki */?）是位於日本北海道札幌市北區北18條西，隸屬於札幌市交通局的地下鐵車站。本站是札幌市營地下鐵南北線的沿線車站，車站編號為N04。
在本站現址以西約100公尺處，北18條西5丁目樽川通的路面上，曾存在過一個與本站同名的路面電車車站（北18条停留場）。該站是已廢線的札幌市電鐵北線的沿線車站，在1971年地下鐵南北線通車之後，由於路面電車線的運輸能力已由地下鐵所取代而遭到撤除。

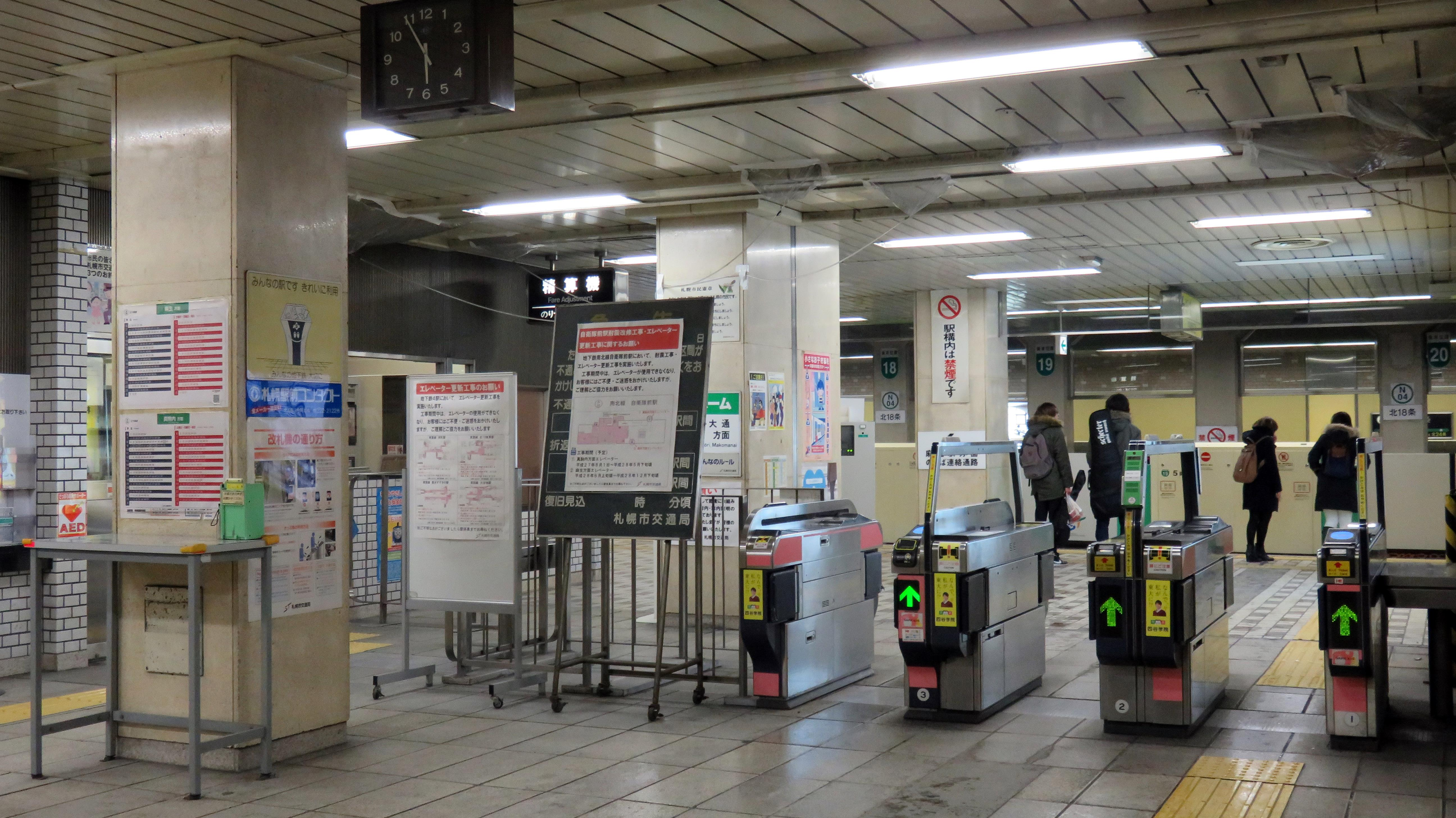
驗票閘口(2016年3月)

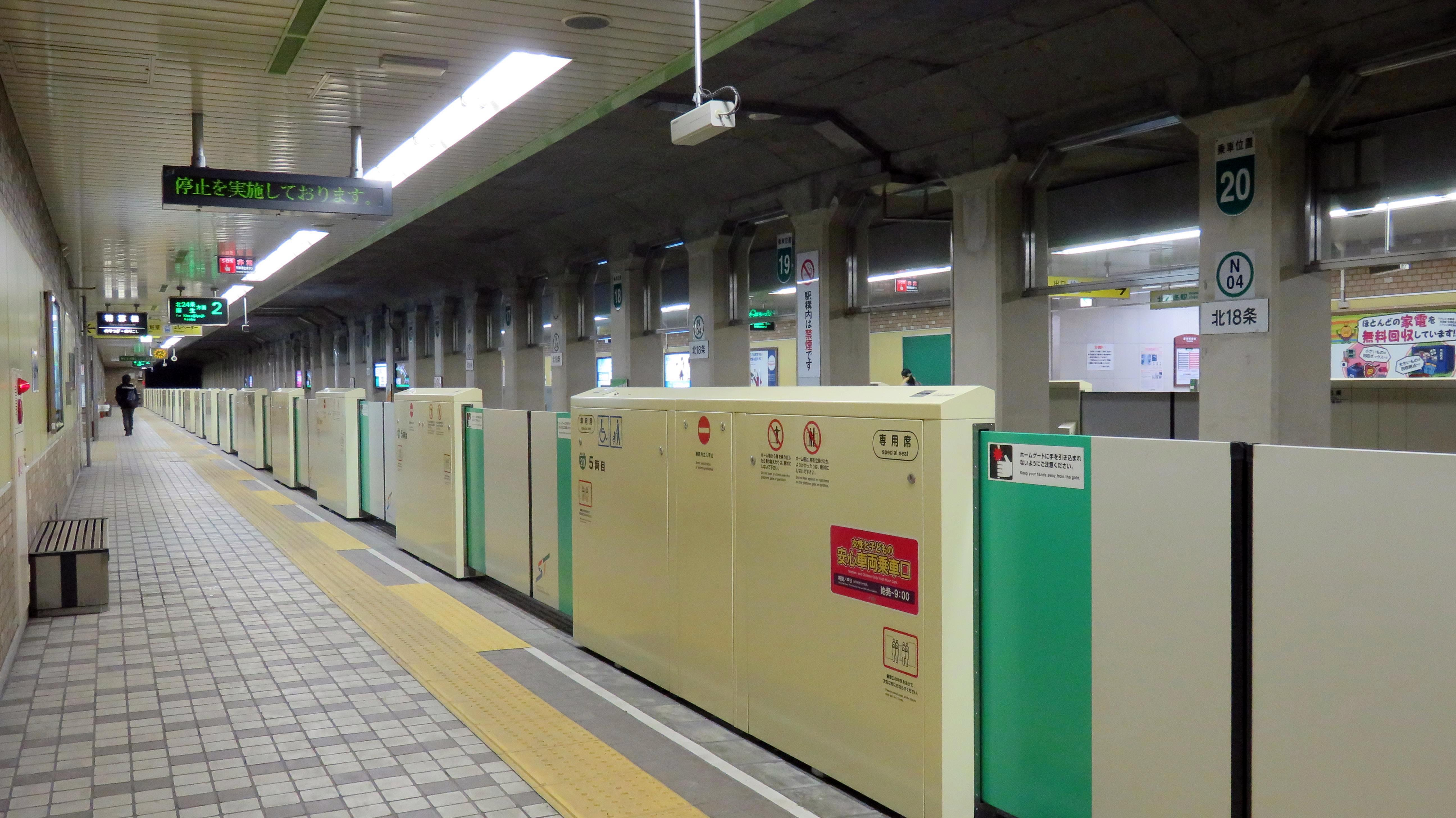
月台

## 車站構造
此站的地下1樓為2面2線的對向月台，各月台與驗票閘口是相同高度，因此站內沒有設置大堂。月台上下線寬度只有約3公尺，是札幌市營地下鐵車站當中最窄的車站月台。月台以相當於地下2樓的聯絡通道連結。

### 月台配置
| 月台 | 路線   | 目的地                 |
| ---- | ------ | ---------------------- |
| 1    | 南北線 | 札幌、大通、真駒內方向 |
| 2    | 南北線 | 北24條、麻生方向       |

## 相鄰車站
札幌市營地下鐵
 南北線
北24條（N03）－北18條（N04）－北12條（N05）